# Четверта інформаційна революція
Четверта інформаційна революція пов’язана із винаходом комп’ютерів та комп’ютерних мереж.
Перший у світі комп’ютер – ENIAC (Electronic Numerical Integrator and Computer) – з’явився у 1946 році у США. Його створили вчені Пенсильванського університету Дж. Преспер Еккерт (Eckert) та Джон Моклі (Mauchly). Він важив 30 тонн, складався з 18 тис. радіоламп, мав швидкодію 0,1 MIPS (Million Instructions Per Second).
В Україні у 1951 році було здано в експлуатацію третій у світі комп’ютер (після США і Великої Британії), який мав назву МЭСМ (Малая Электронная Счетная Машина). Робота над ним тривала з 1947 по 1951 роки під керівництвом українського вченого академіка Сергія Олексійовича Лебедєва (1902-1974 рр.). Вона містила близько 6000 електронних ламп, мала швидкодію 100 тис. операцій за секунду.
У 1974 році Едвард Робертс (Edward Roberts) з фірми MITS створив перший персональний комп’ютер Altair, побудований на новому чипі фірми Intel – 8080. Altair використовувався у домашніх умовах, ставши першим масовим ПК.
У 1981 році фірма IBM (International Business Machines) розробила свій перший персональний комп’ютер IBM PC. Технологічні ідеї, покладені в його основу, виявились настільки зручними та популярними, що побудовані на них ПК різних виробників тривалий час називались IBM-сумісними. До речі, саме такі комп’ютери становлять переважну більшість як у світі, так і в Україні.
Станом на початок 2016 року кількість комп’ютерів у світі сягає 2 млрд і продовжує стрімко зростати. Найбільша кількість комп’ютерів припадає на такі країни, як США, Японія, Німеччина, Франція, Велика Британія, Італія, Канада, Китай, Австралія.
Історія всесвітньої мережі Інтернет починається у 1968 році, коли в США почала розроблятись військова комп’ютерна мережа під назвою Arpanet. Назву було складено з абревіатури ARPA – (Advanced Research Projects Agency – Агентство перспективних досліджень) та слова „net” – мережа. Наступного року запрацювали перші чотири вузли – в університетах Лос-Анджелеса, Санта-Барбари, Солт-Лейк-Сіті та Стенфордському.
Перші користувачі мережі Інтернет з’явились на території України ще за радянських часів. У 1990 році було створено перші три вузли доступу до мережі. У тому ж році було розпочато деяку підтримку української частини доменного простору мережі Інтернет – домену .ua. 1 грудня 1992 року домен .UA було офіційно делеговано Україні. З цього часу і прийнято відраховувати історію українського сегменту мережі Інтернет.